# Maria Siemionow
Maria Zofia Siemionow z domu Kusza (ur. 3 maja 1950 w Krotoszynie) – polska lekarka, chirurżka i chirurżka plastyczna, pracująca w Stanach Zjednoczonych.

## Życiorys
W 1974 r. ukończyła studia medyczne na Akademii Medycznej w Poznaniu i uzyskała dyplom lekarza. Stopień naukowy doktora nauk medycznych z mikrochirurgii uzyskała w 1985, habilitowała się w dziedzinie nauk medycznych w 1992. Prezydent Lech Kaczyński nadał Marii Siemionow tytuł naukowy profesora w 2007. Po emigracji do USA przebywała od 1985 na stypendium naukowym w Instytucie Christine Kleinert w Louisville w stanie Kentucky, gdzie specjalizowała się w zakresie chirurgii ręki. Od 1995 kieruje oddziałem chirurgii plastycznej i mikrochirurgii w Klinice Kolegium Medycyny w Cleveland w stanie Ohio; od 2005 jest profesorem na tamtejszym wydziale chirurgicznym. Od 2012 roku jest członkiem rady naukowej polskiego czasopisma medycznego Przypadki Medyczne, gdzie pełni funkcję honorowego przewodniczącego. Wciąż podtrzymuje współpracę z Uniwersytetem Medycznym w Poznaniu; dzięki jej poparciu ponad 20 polskich stażystów otrzymało stypendia i mogło uczyć się w klinice w Cleveland. 7 października 2013 odebrała doktorat honoris causa Uniwersytetu Medycznego w Poznaniu. Jest poliglotką, zna 5 języków (licząc łącznie z polskim).

### Przeszczep twarzy
W grudniu 2008 dokonała czwartej na świecie i pierwszej w USA udanej operacji przeszczepienia twarzy; w wyniku 22-godzinnej operacji ośmioosobowy zespół pod jej kierunkiem przeszczepił kobiecie będącej ofiarą postrzelenia ok. 80% powierzchni twarzy pochodzącej od zmarłej dawczyni. Pierwsza udana operacja tego typu miała miejsce w 2005 roku we Francji (biorcą była kobieta pogryziona przez własnego psa), kolejną przeprowadzono w 2006 w Chinach (biorca został zaatakowany przez niedźwiedzia) oraz ponownie we Francji (pacjent cierpiał na deformującą twarz chorobę von Recklinghausena), jednak żaden z tych przeszczepów nie obejmował tak rozległego obszaru twarzy. Przeszczep wymagał połączenia licznych kości, mięśni, nerwów i naczyń krwionośnych; dzięki operacji pacjentka odzyskała utraconą w wyniku wypadku szczękę wraz z podniebieniem, górną wargę, policzki, nos, powiekę dolną, a także odzyskała zdolność samodzielnego oddychania, mówienia i jedzenia. W cztery miesiące po zabiegu pacjentka była w dobrej kondycji psychofizycznej, wychodziła na ulicę, oddychała przez nos (przed operacją oddychała przez rurkę podłączoną do tchawicy), odzyskała zmysły smaku i węchu oraz funkcje mimiczne.

### Pacjentka
Podczas konferencji prasowej zorganizowanej 5 maja 2009 pacjentka ujawniła swoje personalia, pozwoliła na upublicznienie dokumentacji medycznej oraz ujawniła pochodzenie defektu. Urodzona ok. 1963 Connie Culp została we wrześniu 2004 roku postrzelona w twarz przez swojego męża, Toma Culpa. Próbował ją zabić strzałem z odległości 2,5 metra ze strzelby śrutowej, następnie usiłował zabić również siebie. Tom Culp został skazany na 7 lat pozbawienia wolności. Connie Culp, przed operacją przeszczepienia twarzy, przechodziła 30 innych zabiegów operacyjnych.

### Odznaczenie
W związku z sukcesem przeszczepu, postanowieniem Prezydenta RP z dnia 9 kwietnia 2009, za wybitne osiągnięcia w dziedzinie chirurgii plastycznej, za zasługi w pracy naukowej i badawczej, Maria Siemionow została odznaczona Krzyżem Komandorskim Orderu Zasługi Rzeczypospolitej Polskiej, który przyjęła 17 kwietnia 2009 z rąk Roberta Kupieckiego, ambasadora Polski w Waszyngtonie. Jest także Honorowym Obywatelem Krotoszyna. W 2009 otrzymała Perłę Honorową Polskiej Gospodarki (w kategorii nauka), przyznawaną przez redakcję Polish Market. W tym samym roku za osiągnięcia naukowe została nagrodzona Złotą Sową Polonii. W 2020 otrzymała honorowe obywatelstwo Poznania. W maju 2023 otrzymała tytuł doktora honoris causa Uniwersytetu Warmińsko-Mazurskiego w Olsztynie.

## Życie prywatne
Żona dr n. med. Włodzimierza Siemionowa, siostra prof. dr hab. n. med. Krzysztofa Kuszy.